# Hamilton Alexander Rosskeen Gibb
Alexander Hamilton Rosskeen Gibb, (2 janvier 1895 – 22 octobre 1971), connu sous le nom H. A. R. Gibb, est un historien écossais spécialiste de l'Orient.

## Biographie

### Jeunesse
Gibb est né le mercredi 2 janvier 1895, à Alexandrie, en Égypte, fils d'Alexandre Crawford Gibb (fils de John Gibb de Gladstone, Renfrewshire, en Écosse) et de Jane Ann Gardner (de Greenock, en Écosse). Après le décès d'Alexander Crawford en 1897, Jane Ann Gardner prend un poste d'enseignante à Alexandrie. Hamilton retourne en Écosse pour ses études à l'âge de cinq: d'abord quatre années de cours privés, après lesquelles il rejoint en 1904 la Royal High School d'Edimbourg (en), où il demeure jusqu'en 1912. Son éducation est axée sur les classiques, mais inclut aussi l'étude du français, de l'allemand, et des sciences physiques. En 1912, Hamilton s'inscrit à l'Université d'Edimbourg, et rejoint le nouveau programme de spécialisation dans les langues sémitiques (hébreu, arabe et araméen). La mère d'Hamilton meurt en 1913 alors qu'il est étudiant en deuxième année à l'université.

### Service militaire
Au cours de la première Guerre mondiale Gibb interrompt ses études à l'Université d'Édimbourg et sert dans le Régiment Royal de l'Artillerie en France (à partir de février 1917) et pendant plusieurs mois en Italie comme un officier subalterne (à l'âge de 19 ans).
Il reçoit comme "privilège de guerre" un Master of Arts en raison de son service, jusqu'à l'Armistice avec l'Allemagne en novembre 1918.

### Carrière universitaire
Après la guerre Gibb étudie l'arabe à l'École des Études Orientales et Africaines de l'Université de Londres, où il obtient sa maîtrise en 1922. Sa thèse, publiée plus tard par la Royal Asiatic Society sous forme de monographie, s'intéressait aux conquêtes Arabes de l'Asie Centrale.
De 1921 à 1937, Gibb enseigne l'arabe à l'École des Études Orientales, où il devient professeur en 1930. Il est alors également éditeur de l'Encyclopædia of Islam. En 1937 Gibb succède à David Samuel Margoliouth comme Laudian Professor of Arabic (en)  avec une bourse au St John's College, où il reste dix-huit ans.
En 1955, Gibb devient le James Richard Jewett Professor de langue arabe et professeur des universités à l'Université Harvard.

## Vie personnelle
Gibb épouse en 1922 Helen Jessie Stark. Ils ont un fils, Ian (1923-2005), et une fille, Dorothy (1926–?, maintenant Dorothy Greenslade).

## Sociétés savantes
- Membre de la British Academy, de l'Académie danoise et de la Société américaine de philosophie
- Membre honoraire de l'Académie américaine des arts et des sciences et de la Medieval Academy of America
- Membre de l'Académie de la langue arabe au Caire, de l'Institut d'Égypte (Membre associé), de l'Académie arabe de Damas (membre honoraire), et de l'Académie irakienne des Sciences.